# Хотивель
Хоти́вель — село в Україні, у Старовижівській селищній громаді Ковельського району Волинської області. Населення становить 115 осіб.

## Географія
Село розташоване на правому березі річки Вижівки.

## Історія
У 1906 році село Седлищенської волості Ковельського повіту Волинської губернії. Відстань від повітового міста 33 верст, від волості 8. Дворів 21, мешканців 155.

## Населення
Згідно з переписом УРСР 1989 року чисельність наявного населення села становила 124 особи, з яких 66 чоловіків та 58 жінок.
За переписом населення України 2001 року в селі мешкало 114 осіб.

### Мова
Розподіл населення за рідною мовою за даними перепису 2001 року:
| Мова       | Відсоток |
| ---------- | -------- |
| українська | 97,39 %  |
| російська  | 2,61 %   |